# Дауни, Роберт (младший)
Ро́берт Джон Да́уни-мла́дший (англ. Robert John Downey Jr.; род. 4 апреля 1965 года, Манхэттен, Нью-Йорк, Нью-Йорк, США) — американский актёр, продюсер и музыкант. Обладатель премий «Оскар» (2024), «Золотой глобус» (2001, 2010, 2024), BAFTA (1993, 2024), Гильдии киноактёров США (2001, 2024), «Сатурн» (1994, 2009, 2014, 2019) и Выбор критиков (2024).
Начал актёрскую карьеру ещё ребёнком, сыграв в фильме своего отца «Загон» (1970). Ближе к началу 1990-х Дауни становится востребованным актёром, в частности, благодаря ролям в фильмах «Эйр Америка» (1990), «Большая пена» (1991) и «Прирождённые убийцы» (1994). Наиболее известной и удачной ролью Роберта в XX веке считается роль Чарли Чаплина в одноимённом байопике Ричарда Аттенборо, принёсшая ему премию BAFTA и первую номинацию на «Оскар».
После череды громких скандалов в конце 1990-х, связанных с наркотической зависимостью и тюремным сроком, Дауни вернулся на экраны со второстепенной ролью в телесериале «Элли Макбил», принёсшей ему первый «Золотой глобус» в 2001 году. Далее последовали роли в ряде успешных картин, среди которых — «Готика» (2003), «Поцелуй навылет» (2005) и «Зодиак» (2007). В 2008 году выходят «Солдаты неудачи», принёсшие Дауни вторую номинацию на «Оскар», и «Железный человек», положивший начало масштабной медиафраншизы под названием «Кинематографическая вселенная Marvel». В последнем Дауни исполнил роль супергероя Тони Старка/Железного человека — эту же роль он вскоре повторил в фильмах «Невероятный Халк» (2008), «Железный человек 2» (2010), «Мстители» (2012), «Железный человек 3» (2013), «Мстители: Эра Альтрона» (2015), «Первый мститель: Противостояние» (2016), «Человек-паук: Возвращение домой» (2017), «Мстители: Война бесконечности» (2018) и «Мстители: Финал» (2019). Также известен благодаря роли Шерлока Холмса в фильмах Гая Ричи «Шерлок Холмс» (2009) и «Шерлок Холмс: Игра теней» (2011). За роль в первой части был удостоен второго «Золотого глобуса». 10 марта 2024 года получил свой первый «Оскар» в номинации «лучшая роль второго плана» за роль Льюиса Штраусса в фильме Кристофера Нолана «Оппенгеймер» (2023).
В 2013, 2014 и 2015 годах Дауни возглавил список самых высокооплачиваемых актёров Голливуда по версии Forbes.
В августе 2018 года Роберт Дауни-младший занял третье место в рейтинге самых высокооплачиваемых актёров года по версии журнала Forbes. За 12 месяцев он заработал $81 млн.

## Биография
Роберт Дауни родился 4 апреля 1965 года в боро Манхэттен (Нью-Йорк), младший из двух детей. Его отец — Роберт Дауни-старший (1936—2021) — режиссёр, актёр и продюсер, а его мать — Элси Форд — тоже актриса. У отца Дауни — еврейское и ирландское происхождение, а у матери — немецкое и шотландское происхождение.
Его отец родился с именем Роберт Элиас, но изменил свою фамилию на Дауни (как у его отчима Джеймса Дауни), когда был несовершеннолетним и хотел поступить на службу в армию.
В детстве у Дауни были небольшие роли в проектах его отца. Он дебютировал в кино в возрасте пяти лет и играл больного щенка в фильме «Загон» (1970), затем в возрасте семи лет снялся в «Дворце Грисера» (1972).
В возрасте 10 лет Дауни жил в Англии и изучал классический балет как часть более обширной образовательной программы. Он вырос в Гринвич-Виллидже и учился в учебном центре исполнительских искусств «Stagedoor Manor» в северной части штата Нью-Йорк, когда был подростком. Когда его родители развелись в 1978 году, Дауни переехал в Калифорнию со своим отцом, но в 1982 году он покинул среднюю школу Санта-Моники и переехал обратно в Нью-Йорк, чтобы продолжить актёрскую карьеру. Дауни и Кифер Сазерленд, которые делили экран в драме 1988 года «1969», были соседями по комнате в течение трёх лет, когда оба впервые переехали в Голливуд, чтобы продолжить свою актёрскую карьеру.

## Карьера
В 1983 году Дауни начал играть театральные роли, в том числе в недолговечном внебродвейском мюзикле «Американские страсти» в Театре Джойса, продюсером которого выступил Норман Лир.
В 1985 году, в возрасте 20 лет, Дауни-младший на один сезон присоединился к команде, выпускающей популярнейшее американское телешоу «Субботним вечером в прямом эфире». После опыта на телевидении он окончательно решил связать судьбу с кинематографом и переехал в Голливуд. В 1987 году Роберт Дауни получил ведущую роль в комедии Джеймса Тобэка «Специалист по съёму». После нескольких работ в подростковых комедиях Дауни заявил о себе ролью отчаявшегося подростка-наркомана в фильме «Меньше чем ноль» (1987), ставшем успешным.
В 1992 году, когда на экраны вышел фильм Ричарда Аттенборо «Чаплин», в котором актёр сыграл легендарного комика, актёрская игра Дауни-младшего заслужила высокие оценки, и актёр удостоился премии BAFTA за лучшую мужскую роль, а также был номинирован на «Золотой глобус» и премию «Оскар» в категории «Лучшая мужская роль» (обе награды в тот год ушли к Аль Пачино за роль в фильме «Запах женщины»). Критика и публика называла Роберта Дауни-младшего одним из самых многообещающих актёров молодого поколения.

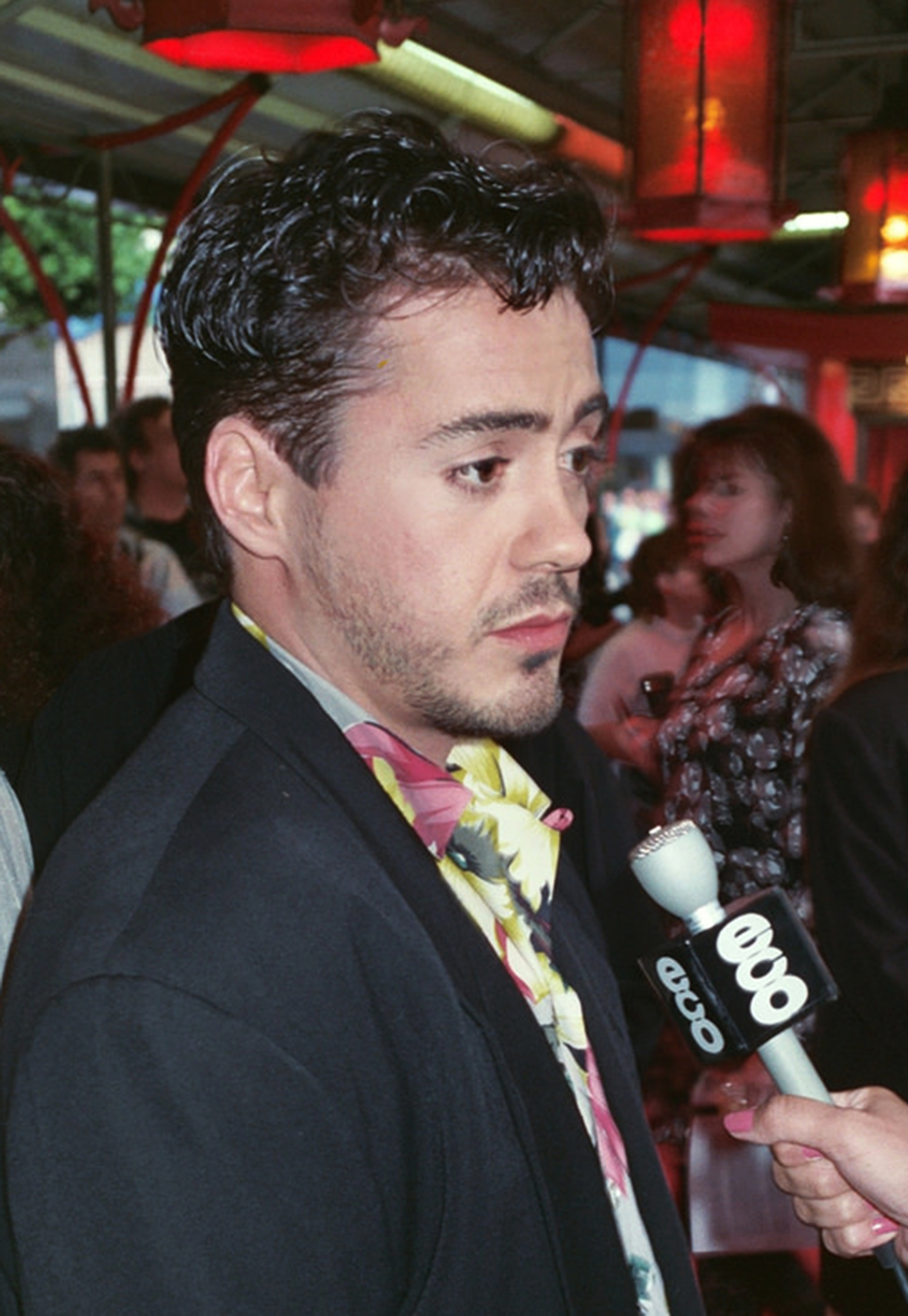
Дауни-мл. в 1990 году

В этот период у актёра возникла наркотическая зависимость. После череды громких скандалов его уволили со студий, где он был занят на съёмках, а суд (за хранение героина, кокаина и оружия) приговорил к 16 месяцам заключения в тюрьме Лос-Анджелеса и принудительному лечению. По словам самого Дауни, его знакомство с марихуаной состоялось в возрасте 8 лет не без помощи родного отца.
Из-за наркомании он развёлся со своей первой женой, певицей и моделью Деборой Фальконер, с которой у них есть общий сын Индио Фальконер Дауни. Переломным событием в жизни Дауни оказалось знакомство с продюсером Сьюзан Левин на съёмках триллера «Готика», где он сыграл вместе с Хэлли Берри и Пенелопой Крус. Роберт прошёл очередной курс лечения в Лос-Анджелесе ради своей любви к Сьюзан и, вылечившись, сделал ей предложение руки и сердца.
Игра актёра получила лестные отзывы и после выхода комедийного детектива «Поцелуй навылет». Параллельно с этой работой Дауни-младший выпускает альбом песен собственного сочинения и исполнения под названием The Futurist. Выходом альбома Роберт Дауни-младший показал публике свои великолепные вокальные и музыкальные таланты. В 2006 году его исполнение роли некоего таинственного Лайонела, который вступает в связь с героиней Николь Кидман в фильме «Мех», получило самые восторженные отклики кинокритиков.
Однако настоящее перерождение Роберт Дауни получил после его утверждения на главную роль в фильме «Железный человек».
После выхода фильма киностудии буквально забрасывают актёра различными предложениями.
В 2008 году выходит фильм Бена Стиллера «Солдаты неудачи», в котором рассказывается история актёров, попавших на настоящую войну, но считающих это всего лишь съёмками.
Дауни-младший сыграл в фильме «Кирка Лазаруса», пятикратного лауреата премии «Оскар», который ради новой роли изменил пигментацию своей кожи. Блистательная игра актёра принесла ему вторую номинацию на «Оскар» (приз был посмертно отдан Хиту Леджеру за фильм «Тёмный рыцарь»), номинацию на «Золотой глобус» и номинацию на приз Британской академии.

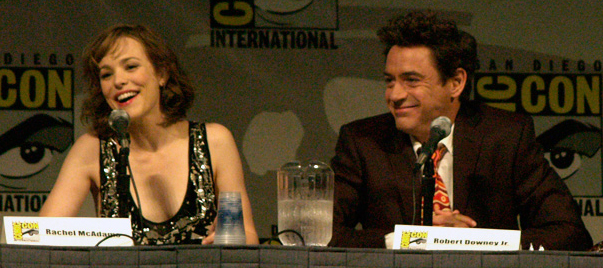
Дауни-младший и Рэйчел Макадамс на презентации фильма «Шерлок Холмс» в Сан-Диего

В конце 2009 года на экраны вышел фильм Гая Ричи «Шерлок Холмс», где в паре с Джудом Лоу, который играет доктора Ватсона, Роберт исполнил роль знаменитого сыщика Холмса.
В первый же уик-энд фильм побил все рекорды по кассовым сборам, а Роберт Дауни-младший получил премию «Золотой глобус» в номинации «Лучшая мужская роль — комедия или мюзикл».
В 2010 году вышел сиквел фильма снятого по комиксам «Железный человек 2». Роберт уже подписался на участие в третьей части фильма и в «Мстителях».
В 2011 году вышла вторая часть фильма про Шерлока Холмса — «Шерлок Холмс: Игра теней», где герой Дауни-младшего борется с профессором Мориарти. Год спустя на широких экранах появилась лента «Мстители», а также завершающая часть трилогии о Тони Старке — «Железный человек 3». В 2015 году вышел фильм «Мстители: Эра Альтрона», в 2018 и 2019 годах — продолжения, «Мстители: Война бесконечности» и «Мстители: Финал». В это же время началась работа над триквелом, режиссёром которого должен стать Декстер Флетчер. В 2023 году Сьюзан Дауни заявила, что проект по-прежнему интересен актёру, и в его планах возвращение к роли знаменитого сыщика.
В июле 2024 года, в ходе San Diego Comic-Con, стало известно, что Дауни вернётся в КВM в роли Доктора Дума в фильмах «Мстители: Судный день» и «Мстители: Секретные войны».

## Личная жизнь

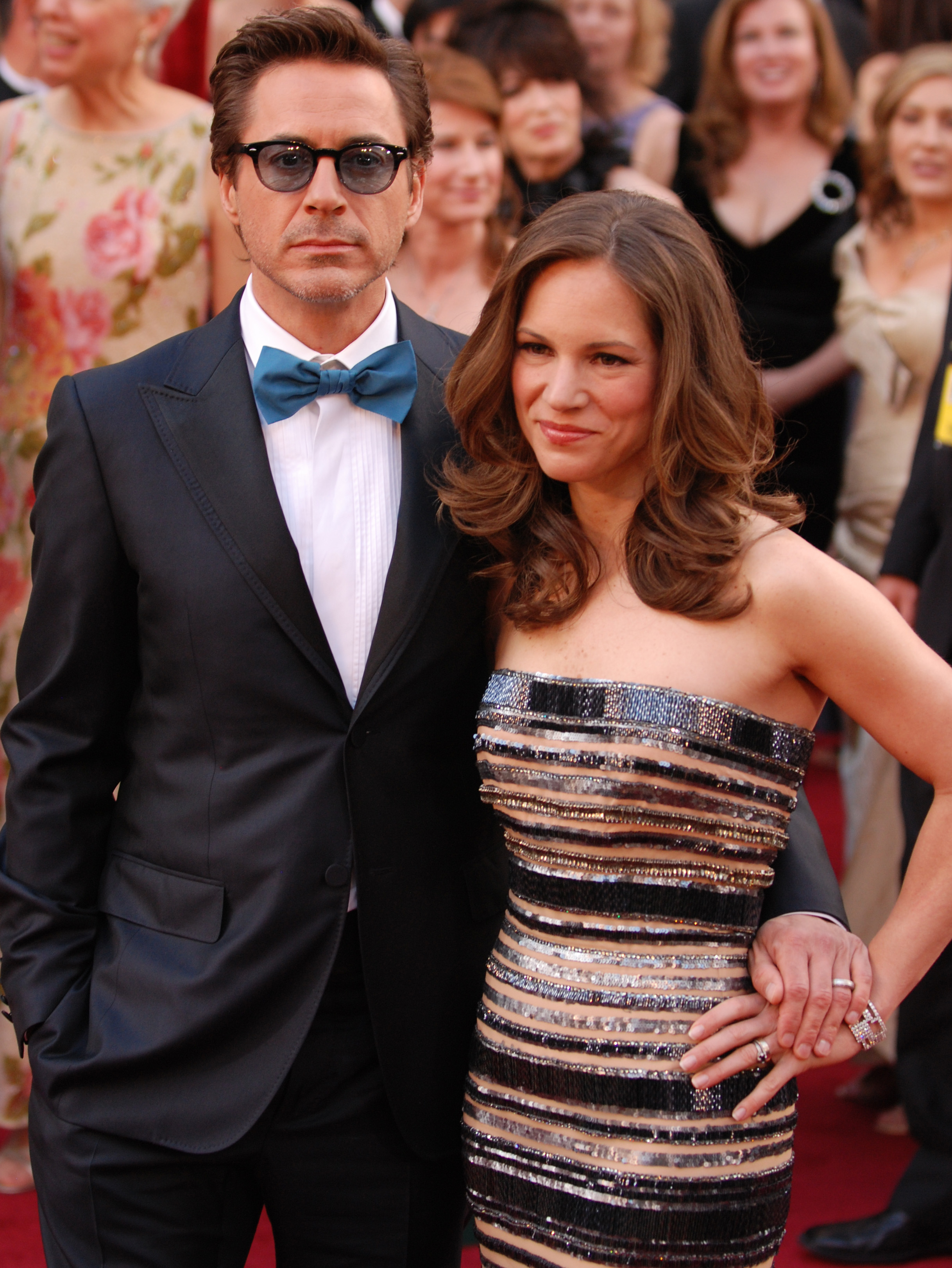
Роберт Дауни-младший с женой Сьюзан

C 1984 по 1991 год встречался с актрисой Сарой Джессикой Паркер, партнёршей по фильму «Перворождённый».
Первый брак: с 1992 по 2004 с певицей и моделью Деборой Фальконер. Общий сын, Индио, родился 7 сентября 1993 года.
Второй брак: в 2003 году на съёмках триллера «Готика» Роберт встретил продюсера Сьюзан Левин, на которой женился 27 августа 2005 года. 31 августа 2011 года тётя Сьюзан, Нэнси Миллер, объявила, что её племянница ждёт ребёнка. 7 февраля 2012 года на свет появился Экстон Элиас Дауни.
4 ноября 2014 года у пары родилась дочь Эйври Роэль Дауни.
На протяжении многих лет Дауни-младший практикует боевой стиль ушу Вин-Чун.

## Фильмография
| Год       |     | Русское название                          | Оригинальное название                        | Роль |
| --------- | --- | ----------------------------------------- | -------------------------------------------- | --- |
| 1970      | ф   | Загон                                     | Pound                                        | щенок |
| 1972      | ф   | Дворец Грисера                            | Greaser's Palace                             | в титрах не указан |
| 1975      | ф   | От момента к моменту                      | Moment to Moment                             | в роли самого себя |
| 1980      | ф   | В жопу академию                           | Up the Academy                               | в титрах не указан |
| 1983      | ф   | Крошка, это ты!                           | Baby It's You                                | Стюарт |
| 1984      | ф   | Перворождённый                            | Firstborn                                    | Ли |
| 1985      | кор | Мёртвое ожидание                          | Deadwait                                     | имя персонажа неизвестно |
| 1985      | ф   | Стенка на стенку                          | Tuff Turf                                    | Джимми Паркер |
| 1985      | ф   | Ох уж эта наука!                          | Weird Science                                | Йен |
| 1985      | с   | Муссолини                                 | Mussolini: The Untold Story                  | Бруно Муссолини |
| 1985—1986 | с   | Субботним вечером в прямом эфире          | Saturday Night Live                          | разные |
| 1986      | ф   | Снова в школу                             | Back to School                               | Дерек Лутз |
| 1986      | ф   | Америка                                   | America                                      | Поли Хэкли |
| 1987      | ф   | Специалист по съёму                       | The Pick-Up Artist                           | Джек Джерико |
| 1987      | ф   | Меньше чем ноль                           | Less Than Zero                               | Джулиан |
| 1988      | ф   | Джонни, будь хорошим                      | Johnny Be Good                               | Лео Виггинс |
| 1988      | ф   | 1969                                      | 1969                                         | Ральф Карр |
| 1988      | ф   | Губы напрокат                             | Rented Lips                                  | Wolf Dangler |
| 1989      | ф   | Это адекватно                             | That's Adequate                              | Альберт Эйнштейн |
| 1989      | ф   | Верящий в правду                          | True Believer                                | Роджер Бэрон |
| 1989      | ф   | Шансы есть                                | Chances Are                                  | Алекс Финч |
| 1990      | ф   | Эйр Америка                               | Air America                                  | Билли Ковингтон |
| 1991      | ф   | Слишком много солнца                      | Too Much Sun                                 | Рид Ричмонд |
| 1991      | ф   | Большая пена                              | Soapdish                                     | Дэвид Сетон Барнес |
| 1992      | ф   | Чаплин                                    | Chaplin                                      | Чарльз Спенсер Чаплин |
| 1993      | ф   | Сердце и души                             | Heart and Souls                              | Томас Рейли |
| 1993      | ф   | Короткие истории                          | Short Cuts                                   | Билл Буш |
| 1993      | док | Последняя вечеринка                       | The Last Party                               | в роли самого себя |
| 1994      | ф   | Аве Цезарь                                | Hail Caesar                                  | Джерри |
| 1994      | док | Век кино                                  | A Century of Cinema                          | в роли самого себя |
| 1994      | ф   | Прирождённые убийцы                       | Natural Born Killers                         | Уэйн Гэйл |
| 1994      | ф   | Только ты                                 | Only You                                     | Питер Райт |
| 1995      | ф   | Ричард III                                | Richard III                                  | лорд Риверс |
| 1995      | ф   | Домой на праздники                        | Home For The Holiday                         | Томми Ларсон |
| 1995      | ф   | Королевская милость                       | Restoration                                  | Роберт Мэривел |
| 1995      | тф  | Рождественское дерево мистера Виллоуби    | Mr. Willowby’s Christmas Tree                | мистер Виллоуби |
| 1996      | ф   | Опасная зона                              | Danger Zone                                  | Джим Скотт |
| 1997      | ф   | Свидание на одну ночь                     | One night stand                              | Чарли |
| 1997      | ф   | Любовный треугольник                      | Two Girls and a Guy                          | Блейк |
| 1997      | ф   | Компания Хьюго                            | Hugo Pool                                    | Франц Мазур |
| 1998      | ф   | Леший                                     | The Gingerbread Man                          | Клайд Пелл |
| 1998      | ф   | Служители закона                          | U.S. Marshals                                | специальный агент Джон Ройс                                                                                                   |
| 1999      | ф   | Сновидения                                | In Dreams                                    | Вивиан Томпсон |
| 1999      | ф   | Друзья и любовники                        | Friends & Lovers                             | Ханс |
| 1999      | ф   | Клёвый парень                             | Bowfinger                                    | Джерри Рэнфро |
| 1999      | ф   | Чёрное и белое                            | Black and White                              | Терри Донаджер |
| 2000      | ф   | Вундеркинды                               | Wonder Boys                                  | Терри Крэбтри |
| 2000      | кор | Auto Motives (англ.)                      | Auto Motives                                 | Роб |
| 2000—2002 | с   | Элли Макбил                               | Ally McBeal                                  | Ларри Пол |
| 2002      | кор | Летаргия                                  | Lethargy                                     | терапевт животных |
| 2003      | кор | Что бы мы ни делали                       | Whatever We Do                               | Бобби |
| 2003      | ф   | Поющий детектив                           | The Singing Detective                        | Дэн Дарк |
| 2003      | док | Чарли: Жизнь и искусство Чарли Чаплина    | Charlie: The Life and Art of Charles Chaplin | в роли самого себя |
| 2003      | ф   | Готика                                    | Gothika                                      | Пит Грэхэм |
| 2004      | ф   | Эрос (сегмент «Эквилибриум»)              | Eros                                         | Ник Пенроуз |
| 2005      | ф   | Решающая игра                             | Game 6                                       | Стивен Швиммер |
| 2005      | док | Аутсайдер                                 | The Outsider                                 | в роли самого себя |
| 2005      | ф   | Поцелуй навылет                           | Kiss Kiss Bang Bang                          | Гарри Локхарт |
| 2005      | ф   | Доброй ночи и удачи                       | Good Night, and Good Luck                    | Джо Вершба |
| 2005      | мс  | Гриффины                                  | Family Guy                                   | Патрик Пьютершмидт |
| 2005      | док | Хуберт Селби-мл.: Завтра будет лучше      | Hubert Selby Jr: It/ll Be Better Tomorrow    | рассказчик |
| 2006      | ф   | Лохматый папа                             | The Shaggy Dog                               | доктор Козак |
| 2006      | ф   | Как узнать своих святых                   | A Guide to Recognizing Your Saints           | Дито |
| 2006      | ф   | Помутнение                                | A Scanner Darkly                             | Джеймс Баррис |
| 2006      | ф   | Мех                                       | Fur: An Imaginary Portrait of Diane Arbus    | Лайонел Свини |
| 2007      | ф   | Зодиак                                    | Zodiac                                       | Пол Эвери |
| 2007      | ф   | Везунчик                                  | Lucky You                                    | Telephone Jack |
| 2007      | ф   | Проделки в колледже                       | Charlie Bartlett                             | Натан Гарднер |
| 2008      | ф   | Железный человек                          | Iron Man                                     | Тони Старк / Железный человек                                                                                                 |
| 2008      | ф   | Невероятный Халк                          | Incredible Hulk                              | Тони Старк / Железный человек                                                                                                 |
| 2008      | ф   | Солдаты неудачи                           | Tropic Thunder                               | Кирк Лазарус |
| 2009      | ф   | Солист                                    | The Soloist                                  | Стив Лопес |
| 2009      | ф   | Шерлок Холмс                              | Sherlock Holmes                              | Шерлок Холмс |
| 2010      | ф   | Железный человек 2                        | Iron Man 2                                   | Тони Старк / Железный человек                                                                                                 |
| 2010      | ф   | Впритык                                   | Due Date                                     | Питер Хаймен |
| 2011      | ф   | Шерлок Холмс: Игра теней                  | Sherlock Holmes: A Game of Shadows           | Шерлок Холмс |
| 2011      | кор | Консультант                               | The Consultant                               | Тони Старк / Железный человек                                                                                                 |
| 2012      | ф   | Мстители                                  | The Avengers                                 | Тони Старк / Железный человек                                                                                                 |
| 2013      | ф   | Железный человек 3                        | Iron Man 3                                   | Тони Старк / Железный человек                                                                                                 |
| 2014      | ф   | Повар на колёсах                          | Chef                                         | Марвин |
| 2014      | ф   | Судья                                     | The Judge                                    | Хэнк Палмер |
| 2015      | ф   | Мстители: Эра Альтрона                    | The Avengers: Age of Ultron                  | Тони Старк / Железный человек                                                                                                 |
| 2016      | ф   | Первый мститель: Противостояние           | Captain America: Civil War                   | Тони Старк / Железный человек                                                                                                 |
| 2017      | ф   | Человек-паук: Возвращение домой           | Spider-Man: Homecoming                       | Тони Старк / Железный человек                                                                                                 |
| 2018      | ф   | Мстители: Война бесконечности             | Avengers: Infinity War                       | Тони Старк / Железный человек                                                                                                 |
| 2019      | ф   | Мстители: Финал                           | Avengers: Endgame                            | Тони Старк / Железный человек                                                                                                 |
| 2020      | ф   | Удивительное путешествие доктора Дулиттла | Dolittle                                     | Доктор Дулиттл |
| 2023      | ф   | Оппенгеймер                               | Oppenheimer                                  | Льюис Штраусс |
| 2024      | с   | Сочувствующий                             | The Sympathizer                              | Несколько ролей: Клод, агент ЦРУ Нико, режиссёр, снимающий фильм о войне во Вьетнаме Профессор Хаммер Нед Годвин, конгрессмен |
| 2025      | ф   | Фантастическая четвёрка: Первые шаги      | The Fantastic Four: First Steps              | Доктор Дум |
| 2026      | ф   | Мстители: Судный день                     | Avengers: Doomsday                           | Доктор Дум |
| 2027      | ф   | Мстители: Секретные войны                 | Avengers: Secret Wars                        | Доктор Дум |
|           | ф   | Шерлок Холмс 3                            | Sherlock Holmes 3                            | Шерлок Холмс |

## Награды и номинации

### «Оскар»
| 1993 | Чаплин          | Лучшая мужская роль               | Номинация |
| 2008 | Солдаты неудачи | Лучшая мужская роль второго плана | Номинация |
| 2024 | Оппенгеймер     | Лучшая мужская роль второго плана | Победа    |

### «Выбор критиков»
| 2013 | Мстители           | Лучший актёр в экшн-фильме | Номинация |
| 2014 | Железный человек 3 | Лучший актёр в экшн-фильме | Номинация |

### «Империя»
| Год  | Работа           | Категория    | Результат |
| ---- | ---------------- | ------------ | --------- |
| 2009 | Железный человек | Лучший актёр | Номинация |
| 2010 | Шерлок Холмс     | Лучший актёр | Номинация |
| 2013 | Мстители         | Лучший актёр | Номинация |

### «Золотой глобус»
| Год  | Работа           | Категория                                                                 | Результат |
| ---- | ---------------- | ------------------------------------------------------------------------- | --------- |
| 1993 | Чаплин           | Лучшая мужская роль — драма                                               | Номинация |
| 1994 | Короткие истории | Специальная награда за лучший актёрский ансамбль                          | Победа    |
| 2001 | Элли Макбилл     | Лучшая мужская роль второго плана — телесериал, мини-сериал или телефильм | Победа    |
| 2009 | Солдаты неудачи  | Лучшая мужская роль второго плана — кинофильм                             | Номинация |
| 2010 | Шерлок Холмс     | Лучшая мужская роль — комедия или мюзикл                                  | Победа    |
| 2024 | Оппенгеймер      | Лучшая мужская роль второго плана — кинофильм                             | Победа    |

### «Золотая малина»
| Год  | Работа                                    | Категория             | Результат |
| ---- | ----------------------------------------- | --------------------- | --------- |
| 2021 | Удивительное путешествие доктора Дулиттла | Худшая мужская роль   | Номинация |
| 2021 | Удивительное путешествие доктора Дулиттла | Худший актёрский дуэт | Номинация |

### Kids’ Choice Awards
| Год  | Работа                                    | Категория                                             | Результат |
| ---- | ----------------------------------------- | ----------------------------------------------------- | --------- |
| 2011 | Железный человек 2                        | Любимый экшн                                          | Номинация |
| 2013 | Мстители                                  | Любимый актёр жанра экшн                              | Номинация |
| 2014 | Железный человек 3                        | Любимый актёр жанра экшн                              | Победа    |
| 2014 | Железный человек 3                        | Любимый актёр                                         | Номинация |
| 2016 | Мстители: Эра Альтрона                    | Любимый актёр                                         | Номинация |
| 2017 | Первый мститель: Противостояние           | Любимый актёр                                         | Номинация |
| 2017 | Первый мститель: Противостояние           | Любимые закадычные враги (совместно с Крисом Эвансом) | Номинация |
| 2017 | Первый мститель: Противостояние           | #Тусовка (совместно с кастом)                         | Номинация |
| 2019 | Мстители: Война бесконечности             | Любимый супергерой                                    | Победа    |
| 2020 | Мстители: Финал                           | Любимый супергерой                                    | Номинация |
| 2021 | Удивительное путешествие доктора Дулиттла | Любимый актёр                                         | Победа    |

### MTV Movie Awards
| Год  | Работа                 | Категория                                         | Результат |
| ---- | ---------------------- | ------------------------------------------------- | --------- |
| 2009 | Железный человек       | Лучшая мужская роль                               | Номинация |
| 2010 | Шерлок Холмс           | Лучший бой (совместно с Марком Стронгом)          | Номинация |
| 2011 | —                      | Звезда, которая уделала всех                      | Номинация |
| 2013 | Мстители               | Лучший бой (совместно с кастом фильма)            | Победа    |
| 2013 | Мстители               | Лучший киногерой                                  | Номинация |
| 2013 | Мстители               | Лучший экранный дуэт (совместно с Марком Руффало) | Номинация |
| 2015 | —                      | Признание поколений                               | Победа    |
| 2016 | Мстители: Эра Альтрона | Лучший бой (совместно с Марком Руффало)           | Номинация |
| 2019 | Мстители: Финал        | Лучший киногерой                                  | Победа    |

### People’s Choice Awards
| Год  | Работа                                    | Категория                                           | Результат |
| ---- | ----------------------------------------- | --------------------------------------------------- | --------- |
| 2009 | Железный человек                          | Любимый актёр боевиков                              | Номинация |
| 2009 | Железный человек                          | Любимый киноактёр                                   | Номинация |
| 2009 | Железный человек                          | Любимый супергерой                                  | Номинация |
| 2011 | Железный человек 2                        | Любимый актёр боевиков                              | Номинация |
| 2011 | Железный человек 2                        | Любимый киноактёр                                   | Номинация |
| 2011 | Железный человек 2                        | Любимая экранная команда (совместно с Доном Чидлом) | Номинация |
| 2013 | Мстители                                  | Любимый актёр боевиков                              | Номинация |
| 2013 | Мстители                                  | Любимый киноактёр                                   | Победа    |
| 2013 | Мстители                                  | Любимый супергерой                                  | Победа    |
| 2014 | Железный человек 3                        | Любимый актёр боевиков                              | Победа    |
| 2014 | Железный человек 3                        | Любимый киноактёр                                   | Номинация |
| 2014 | Железный человек 3                        | Любимый дуэт (совместно с Гвинет Пэлтроу)           | Номинация |
| 2015 | Судья                                     | Любимый киноактёр                                   | Победа    |
| 2016 | Мстители: Эра Альтрона                    | Любимый киноактёр                                   | Номинация |
| 2016 | Мстители: Эра Альтрона                    | Любимый актёр боевиков                              | Номинация |
| 2017 | Первый мститель: Противостояние           | Любимый киноактёр                                   | Номинация |
| 2017 | Первый мститель: Противостояние           | Любимый актёр боевиков                              | Победа    |
| 2020 | Удивительное путешествие доктора Дулиттла | Любимый киноактёр                                   | Номинация |

### «Спутник»
| Год  | Работа          | Категория                                     | Результат |
| ---- | --------------- | --------------------------------------------- | --------- |
| 2004 | Поющий детектив | Лучшая мужская роль — комедия или мюзикл      | Номинация |
| 2005 | Поцелуй навылет | Лучшая мужская роль — комедия или мюзикл      | Номинация |
| 2005 | Поцелуй навылет | Лучшая песня                                  | Номинация |
| 2008 | Солдаты неудачи | Лучшая мужская роль второго плана — кинофильм | Номинация |

### «Сатурн»
| Год  | Работа             | Категория        | Результат |
| ---- | ------------------ | ---------------- | --------- |
| 1993 | Сердце и души      | Лучший киноактёр | Победа    |
| 2006 | Поцелуй навылет    | Лучший киноактёр | Номинация |
| 2009 | Железный человек   | Лучший киноактёр | Победа    |
| 2010 | Шерлок Холмс       | Лучший киноактёр | Номинация |
| 2011 | Железный человек 2 | Лучший киноактёр | Номинация |
| 2014 | Железный человек 3 | Лучший киноактёр | Победа    |
| 2019 | Мстители: Финал    | Лучший киноактёр | Победа    |

### Премия Гильдии киноактёров США
| Год  | Работа              | Категория                              | Результат |
| ---- | ------------------- | -------------------------------------- | --------- |
| 2006 | Доброй ночи и удачи | Лучший актёрский состав в игровом кино | Номинация |
| 2009 | Солдаты неудачи     | Лучшая мужская роль второго плана      | Номинация |
| 2024 | Опенгеймер          | Лучшая мужская роль второго плана      | Победа    |

### Teen Choice Awards
| Год  | Работа                          | Категория | Результат |
| ---- | ------------------------------- | --- | --------- |
| 2008 | Железный человек                | Choice Movie: Актёр экшна                                                                                       | Номинация |
| 2009 | Солдаты неудачи                 | Choice Movie: Hissy Fit                                                                                         | Номинация |
| 2010 | Шерлок Холмс                    | Choice Movie: Актёр экшна                                                                                       | Номинация |
| 2010 | Железный человек 2              | Choice Movie: Актёр научно-фантастического фильма                                                               | Номинация |
| 2010 | Железный человек 2              | Choice Movie: Танец                                                                                             | Номинация |
| 2010 | Железный человек 2              | Choice Movie: Драка                                                                                             | Номинация |
| 2011 | Впритык                         | Choice Movie: Hissy Fit                                                                                         | Номинация |
| 2012 | Шерлок Холмс: Игра теней        | Choice Movie: Актёр экшна                                                                                       | Номинация |
| 2012 | Мстители                        | Choice Movie: Актёр научно-фантастического фильма                                                               | Номинация |
| 2012 | Мстители                        | Choice Summer: Актёр                                                                                            | Номинация |
| 2013 | Железный человек 3              | Choice Movie: Актёр научно-фантастического фильма                                                               | Номинация |
| 2013 | Железный человек 3              | Choice Movie: Актёр экшна                                                                                       | Победа    |
| 2013 | Железный человек 3              | Choice Movie: Экранная «химия» (совместно с Доном Чидлом)                                                       | Номинация |
| 2015 | Мстители: Эра Альтрона          | Choice Movie: Актёр научно-фантастического фильма                                                               | Номинация |
| 2016 | Первый мститель: Противостояние | Choice Movie: Актёр научно-фантастического фильма                                                               | Номинация |
| 2016 | Первый мститель: Противостояние | Choice Movie: Экранная «химия»(совместно с Полом Беттани, Чедвиком Боузманом, Доном Чидлом, Скарлетт Йоханссон) | Номинация |
| 2018 | Мстители: Война бесконечности   | Choice Movie: Актёр экшна                                                                                       | Победа    |
| 2019 | Мстители: Финал                 | Choice Movie: Актёр экшна                                                                                       | Победа    |